# ITunes
Cet article concerne le logiciel de lecture multimédia. Pour le service de vente en ligne de contenus multimédia, voir iTunes Store.
Chronologie des versions
SoundJam MP (en)
iTunes est un logiciel de lecture et de gestion de bibliothèque multimédia numérique distribué gratuitement par Apple. Il est disponible officiellement sur macOS, Windows, et peut fonctionner sur Linux par émulation.
La première version d'iTunes est sortie en 2001 et fonctionnait sur la base du logiciel SoundJam MP, dont Apple avait alors racheté les droits à la société Casady & Greene, disparue depuis.
iTunes faisait partie de la suite logicielle d'Apple iLife jusqu'à la version '06. Il est depuis intégré à macOS ou téléchargeable sur le site web d'Apple. iTunes nécessite le logiciel QuickTime pour fonctionner, celui-ci étant d'ailleurs installé avec iTunes ; la désinstallation de QuickTime entraîne une impossibilité de lancer iTunes.
L'iTunes Store (anciennement iTunes Music Store ou iTMS) est le magasin de musique en ligne d'Apple, accessible depuis iTunes, qui permet d'obtenir musiques, séries TV, films, clips vidéo, livres audio, podcasts, courts métrages Pixar, jeux et applications pour iPhone, iPod et iPad.
iTunes gère les transferts de musique, photos et vidéos sur les différents périphériques multimédia d'Apple : iPod, iPhone, iPad et Apple TV. C’est aussi un logiciel de streaming, qui permet d’écouter des radios du monde entier diffusées en continu par Internet. Il intègre ainsi la stratégie du hub numérique définie par Steve Jobs.
Selon une étude de Nielsen datant de 2007, iTunes occupe, en tant que logiciel de streaming, la 3e place du marché avec plus de 27 millions d'utilisateurs, derrière le Lecteur Windows Media et RealPlayer. En 2012, le Brésil fut le premier pays en Amérique du Sud à avoir une version locale du programme.
Le 3 juin 2019, lors de la WWDC 2019, Apple annonce officiellement la fin d’iTunes sur Mac à partir de macOS Catalina, version de macOS qui sortira à l’automne 2019. Les différentes fonctions d’iTunes seront réparties dans plusieurs applications : Musique (pour Apple Music, la bibliothèque musicale de l’utilisateur et l’iTunes Music Store), TV (pour les films et séries de l’utilisateur, l’iTunes Movies Store et le service Apple TV+) et Podcasts (pour la fonction éponyme). La synchronisation des appareils iOS se fera dorénavant par le Finder.

## Caractéristiques

### Fonctions
- Permet de créer des listes de lecture (playlists) et des « listes de lectures intelligentes » (depuis la version 3).
- Permet aussi d'écouter des « podcasts » (depuis la version 4.9) et de lire des vidéos (MPEG-4, H.264, depuis la version 4.6).
- Permet d'écouter des radios en « streaming » (depuis la version 1).
- Synchronise aussi les iPod, les iPad et les iPhone (depuis la version 2).

### Formats pris en charge
iTunes peut lire, écrire et convertir les formats audio suivants : le MP3, le MPEG-4 Audio (AAC), le AIFF, WAV et Apple Lossless ainsi que le WMA (uniquement pour la version Windows).
iTunes prend en charge les formats vidéo suivants : MPEG-4, H.264.
Ces formats sont ceux pris en charge de base par QuickTime, qui gère les sorties d'iTunes. De nombreux codecs sont disponibles pour QuickTime permettant à iTunes de lire d'autres formats (par exemple OGG pour l'audio, ou DivX/ XviD pour la vidéo).
Apple ne semble cependant pas toujours intéressé par la prise en charge native de formats ouverts. Les fichiers ogg vorbis ne peuvent être ouverts dans QuickTime qu'après l'installation d'un plugin. Celui-ci permettra à iTunes de lire un fichier ogg vorbis mais pas ses métadonnées. Seul Apple pourrait apporter une solution à ce problème. De la même manière le FLAC n'est pas pris en charge par iTunes, malgré la main tendue par les membres du projet FLAC, proposant d'aider pour le développement.
Bien que très complet pour un logiciel grand public, iTunes ne propose pas toutes les fonctions qui peuvent intéresser des utilisateurs avancés, en particulier les fonctions de rip ou de transcodage avancées, du fait de l'impossibilité d'utiliser dans iTunes l'encodeur de son choix (LAME pour le MP3 par exemple).
Sous Windows XP, sous Windows Vista et sous Windows 7, il n'y a qu'un seul moyen d'obtenir une lecture bit-perfect : c'est d'utiliser une borne Airport Express Apple, car AirPlay qui la pilote outrepasse la couche logicielle Windows, ainsi que QuickTime qui pilote les sorties son d'iTunes. Ce problème existe parce qu'il est impossible d'installer des pilotes Kernel, Asio ou WASAPI dans iTunes et QuickTime. Sous Windows, il est impossible d'ajouter des plugins à QuickTime qui gère les sorties son d'iTunes[réf. nécessaire]. 

## Historique
L'historique des versions d'iTunes commence en 1998 et se poursuit jusqu'à nos jours. Initialement conçu comme un simple lecteur de musique, iTunes évolue dans le temps et se développe pour devenir un gestionnaire de contenus multimédia très élaboré, un outil de pilotage de matériel et une plateforme de commerce en ligne.

### Versions selon système d'exploitation
|  | Obsolète |  | Version Courante |  | Version future |

| Système d'exploitation           | Dernière version    | Support     |
| Mac OS                           |                     |             |
| -------------------------------- | ------------------- | ----------- |
| Mac OS 9                         | 2.0.4 (2002-03-20)  | 2001–2002   |
| Mac OS X v10.0                   | 1.1.1 (2001-05-01)  | 2001        |
| Mac OS X v10.1                   | 4.7.1 (2005-01-11)  | 2001–2005   |
| Mac OS X v10.2                   | 6.0.5 (2006-06-29)  | 2002–2006   |
| Mac OS X v10.3                   | 7.7.1 (2008-07-31)  | 2003–2008   |
| Mac OS X v10.4 for G3            | 8.2.1 (2009-07-15)  | 2005–2009   |
| Mac OS X v10.4 for G4, G5, Intel | 9.2.1 (2010-07-19)  | 2005–2010   |
| Mac OS X v10.5                   | 10.6.3 (2012-06-11) | 2007–2012   |
| Mac OS X v10.6                   | 11.4 (2014-09-09)   | 2009-2014   |
| Mac OS X v10.7                   | 12.2.2 (2015-08-13) | 2011-2015   |
| OS X v10.8                       | 12.4.3 (2016-08-02) | 2012-2016   |
| OS X v10.9                       | 12.6.2 (2017-07-19) | 2013-2017   |
| OS X v10.10                      | 12.8.1 (2019-02-05) | 2014-2019   |
| OS X v10.11                      | 12.8.2 (2019-01-23) | Depuis 2015 |
| macOS v10.12                     | 12.8.2 (2019-01-23) | Depuis 2016 |
| macOS v10.13                     | 12.8.2 (2019-01-23) | Depuis 2017 |
| macOS v10.14                     | 12.9.5 (2019-05-13) | Depuis 2018 |
| Windows                          |                     |             |
| Windows 2000 for x86             | 7.3.2 (2007-08-02)  | 2003–2007   |
| Windows XP for x86               | 12.1.3 (2015-09-17) | 2003-2015   |
| Windows Vista                    | 12.1.3 (2015-09-17) | 2007-2015   |
| Windows 7                        |                     | 2009-2020   |
| Windows 8                        |                     | 2012-2023   |
| Windows 10                       | 12.11 (2020-11-20)  | Depuis 2015 |

### Historique des mises à jour
|  | Obsolète |  | Version courante |  | Version future |

#### iTunes 5.x
| iTunes 5.x historique des versions | iTunes 5.x historique des versions | iTunes 5.x historique des versions |
| Version                            | Date de sortie                     | Notes / Caractéristiques |
| ---------------------------------- | ---------------------------------- | --- |
| 5.0                                | 7 septembre 2005                   | - Nouvelle interface - Support de l'iPod nano (1re édition) - Possibilité de lire et encoder des fichiers en AAC VBR - Possibilité de créer des dossiers pour mettre les playlists - Paroles dans la page "information" - Contrôle parental pour les podcasts et l'iTunes Store - Amélioration de l'outil de recherche |
| 5.0.1                              | 20 septembre 2005                  | - Correction de bugs |
| Version                            | Date de sortie                     | Notes / Caractéristiques |

##### iTunes 6.x
| iTunes 6.x historique des versions | iTunes 6.x historique des versions | iTunes 6.x historique des versions              |
| Version                            | Date de sortie                     | Notes / Caractéristiques                        |
| ---------------------------------- | ---------------------------------- | ----------------------------------------------- |
| 6.0                                | 12 octobre 2005                    | - Vidéo ajoutée dans la liste des sources       |
| 6.0.1                              | 20 octobre 2005                    | - Correction de bugs                            |
| 6.0.2                              | 10 janvier 2006                    | - MiniStore                                     |
| 6.0.3                              | 15 février 2006                    | - (Information manquante, ou pas d'information) |
| 6.0.4                              | 1er mars 2006                      | - (Information manquante, ou pas d'information) |
| 6.0.4.2                            | 3 mars 2006                        | - (Information manquante, ou pas d'information) |
| 6.0.4.3                            | 12 mars 2006                       | - (Information manquante, ou pas d'information) |
| 6.0.5                              | 29 juin 2006                       | - Support du kit Nike+iPod                      |
| Version                            | Date de sortie                     | Notes / Caractéristiques                        |

#### iTunes 7.x
| iTunes 7.x historique des versions | iTunes 7.x historique des versions | iTunes 7.x historique des versions |
| Version                            | Date de sortie                     | Notes / Caractéristiques |
| ---------------------------------- | ---------------------------------- | --- |
| 7.0                                | 12 septembre 2006                  | - Support des processeurs 64 bits - Téléchargement des couvertures d'album manquantes - Affichage des couvertures de tous les albums avec Cover Flow - Nouvelle interface et nouveau logo (bleu) - Informations sur les types de fichier contenu dans l'iPod - Support pour l'iPod shuffle et l'iPod nano 2e génération - Possibilité de télécharger des jeux pour iPod (Tetris, PacMan, etc.) - Fin de support pour Mac OS X v10.2                 |
| 7.0.1                              | 27 septembre 2006                  | - Améliorations de la stabilité |
| 7.0.2                              | 1er novembre 2006                  | - Support pour l'iPod shuffle 2e génération |
| 7.1                                | 5 mars 2007                        | - Cover Flow en plein écran - Support de l'Apple TV - Correction de bugs sous Windows Vista |
| 7.1.1                              | 19 mars 2007                       | - (Information manquante, ou pas d'information) |
| 7.2                                | 30 mai 2007                        | - Support des fichiers iTunes Plus, sans DRM - Correction de multiples bugs sous Windows Vista (1re version théoriquement totalement compatible avec Windows Vista) |
| 7.3                                | 29 juin 2007                       | - Support de l'iPhone (Activation & synchronisation) - Envoi de photos vers l'Apple TV en utilisant le sans fil - Les listes de lecture sélectionnées sont sur fond bleu et les boutons en bas de fenêtre sont blanchâtres - iTunes nous alerte lorsqu'une pochette d'album est introuvable - Ajout d'un bouton de synchronisation dans la fenêtre de l'iPod - Les vues par album et Cover Flow sont disponibles pour les podcasts                  |
| 7.3.1                              | 12 juillet 2007                    | - Correction de bugs |
| 7.3.2                              | 2 août 2007                        | - Amélioration de la stabilité et correction de bugs |
| 7.4                                | 5 septembre 2007                   | - Support de l'iPod touch ainsi que la nouvelle gamme d'iPod - Fonction de classement des albums préférés (fonction également disponible sur les nouveaux iPod, hors iPod touch) |
| 7.4.1                              | 8 septembre 2007                   | - Correction d'une faille - Ajout du support des sous-titres en parallèle avec QuickTime |
| 7.4.2                              | 17 septembre 2007                  | - Amélioration de la stabilité et corrections de bugs |
| 7.4.3                              | 27 septembre 2007                  | - Sonneries : Possibilité de personnaliser les sonneries iPhone avec les chansons présentes dans iTunes Store (fonction disponible uniquement sur le Store américain). - iTunes Wi-Fi Music Store : télécharger de la musique à partir d'iTunes Wi-Fi Music à partir de votre iPod touch ou iPhone. - Starbucks : Possibilité d'acheter le morceau en lecture directement sur l'ordinateur, iPod touch ou iPhone depuis un établissement Starbucks. |
| 7.5                                | 5 novembre 2007                    | - Support de l'iPhone européen et du jeu Phase sur iPod nano et classic - Amélioration de la stabilité et des performances - Correction de bugs |
| 7.6                                | 15 janvier 2008                    | - Support des nouvelles fonctionnalités de l'iPod touch, iPhone et Apple TV - Support des vidéos multilingues achetées sur l'iTunes Store. |
| 7.6.1                              | 21 février 2008                    | - Meilleure compatibilité avec l'Apple TV version 2.0 - Nombreux bug corrigés, dont un qui entraînait le plantage d'iTunes |
| 7.7                                | 10 juillet 2008                    | - Support de l'iPhone 3G (version 2.0 d'iOS) - Prise en charge du nouveau Apps Store, permettant de télécharger et d'installer des applications tierces sur l'iPhone ou l'iPod touch - Application Remote permettant d'utiliser son téléphone/baladeur comme une télécommande tactile du jukebox |
| 7.7.1                              | 31 juillet 2008                    | - Amélioration de la stabilité et des performances |
| Version                            | Date de sortie                     | Notes / Caractéristiques |

#### iTunes 8.x
| iTunes 8.x historique des versions | iTunes 8.x historique des versions | iTunes 8.x historique des versions |
| Version                            | Date de sortie                     | Notes / Caractéristiques |
| ---------------------------------- | ---------------------------------- | --- |
| 8.0                                | 9 septembre 2008                   | - Ajout d'un nouveau mode d'affichage des fichiers (une mosaïque des couvertures des albums de la bibliothèque selon : les albums, leurs artistes, leur genre musical ou leur compositeur) - Ajout d'une nouvelle fonctionnalité : Genius. Elle permet de créer des listes de lecture "intelligentes" d'un simple clic. |
| Version                            | Date de sortie                     | Notes / Caractéristiques |

#### iTunes 9.x
| iTunes 9.x historique des versions | iTunes 9.x historique des versions | iTunes 9.x historique des versions |
| Version                            | Date de sortie                     | Notes / Caractéristiques |
| ---------------------------------- | ---------------------------------- | --- |
| 9.0                                | 9 septembre 2009                   | - Ajout d'une nouvelle fonctionnalité : Partage à domicile. - Possibilité de modifier la position des applications sur l'iPhone et l'iPod touch depuis iTunes. - Support de l'iTunes LP. - Affichage de la liste des artistes pour les musiques (en mode liste). - Refonte de l'iTunes Store. |
| 9.0.1                              | 23 septembre 2009                  | - Correction de nombreux problèmes. - Mise à jour automatique de Genius. |
| 9.0.2                              | 30 octobre 2009                    | - Prise en charge de la version 3.0 d'Apple TV. - Amélioration dans la page de synchronisation des applications iPhone et iPod touch pour les personnes ayant plus de 176 applications sur leur appareil. - Support de Windows 7 |
| 9.0.3                              | 2 février 2010                     | - N'ignore plus le paramètre "Mémoriser mot de passe pour les achats", résout des problèmes avec la synchronisation de la liste de lecture et des podcasts avec l'iPod, résout le problème de reconnaissance lorsque l'iPod est connecté, et amélioration de la stabilité et des performances. |
| 9.1                                | 30 mars 2010                       | - Ajout du support pour l'iPad, rajoute la possibilité de synchroniser et d'organiser le téléchargement de livres entre l'iPad et la bibliothèque d'iTunes, et les listes de lectures Genius peuvent maintenant être renommées, réorganisées ou supprimées. |
| 9.1.1                              | 27 avril 2010                      | - Plusieurs problèmes de stabilité avec les adresses VoiceOver, un problème de facilité lors de l'utilisation de VoiceOver et Genius, des problèmes à convertir les chansons AAC à 128 kbit / s tandis que la synchronisation, traite d'un conflit avec certains logiciels de tierce qui peut causer une fermeture inattendue sous Windows et améliorations de la stabilité et des performances. |
| 9.2                                | 16 juin 2010                       | - Synchronisation avec l'iPhone 4. Synchronisation et lecture des livres avec l'iPhone ou l'iPod touch avec iOS 4 et iBooks 1.1. - Organisation et synchronisation des documents PDF pour les livres. - Lecture des PDF avec iBooks 1.1 sur iPad et sur n'importe quel iPhone ou iPod touch avec iOS 4. - Organisation des applications sur iOS 4 depuis l'écran d'accueil dans des dossiers en utilisant iTunes. - Augmentation de la rapidité de la sauvegarde lors d'une synchronisation avec un iPhone ou iPod touch avec iOS 4. Améliorations des pochettes d'albums apparaissent plus rapidement lors de l'exploration de la bibliothèque. |
| 9.2.1                              | 19 juillet 2010                    | - Dernière version compatible avec Mac OS X v10.4 ( X.4.11 ) |
| Version                            | Date de sortie                     | Notes / Caractéristiques |

#### iTunes 10.x
| iTunes 10.x historique des versions | iTunes 10.x historique des versions | iTunes 10.x historique des versions |
| Version                             | Date de sortie                      | Notes / Caractéristiques |
| ----------------------------------- | ----------------------------------- | --- |
| 10.0                                | 1er septembre 2010                  | - Introduction de Ping, le réseau social orienté musique d'iTunes. - Ajout d'AirPlay, fonctionnalité permettant de diffuser via Wi-Fi ou Ethernet la musique jouée par iTunes vers les périphériques audio compatibles. - Support de la nouvelle version d'Apple TV - Amélioration du processus de synchronisation. La barre de capacité a été améliorée et affiche plus d'informations. - Nouvelle icone d'application. - Est incompatible avec la fonction Serveur iTunes proposée par les serveurs NAS. |
| 10.0.1                              | 25 septembre 2010                   | - Restaure la fonction Serveur iTunes proposée par les serveurs NAS. - Diverses corrections de bogues. |
| 10.1                                | 12 novembre 2010                    | - Corrections de bogues. Le streaming d'AirTunes avec les haut-parleurs fonctionne à nouveau. Ajoute la connectivité de Twitter pour Ping. Ajoute du support d'impression et du soutien pour les appareils sous iOS 4.2. |
| 10.1.1                              | 15 décembre 2010                    | - Résout les problèmes de lecture de musique, et de vidéos et les problèmes de synchronisation. - Correction du souci de fermeture inopinée d'iTunes lors de la suppression une playlist avec iTunes Sidebar, et lors de la connexion d'un iPod vers un Mac PowerPC. |
| 10.1.2                              | 27 janvier 2011                     | - Amélioration de la stabilité et des performances, et ajoute du support pour l'iPhone CDMA 4. |
| 10.2                                | 2 mars 2011                         | - Compatibilité de synchronisation pour les iPod touch, les iPhone et les iPad possédant iOS 4.3. Correction de 57 failles de sécurité. |
| 10.2.1                              | 8 mars 2011                         | - iTunes 10.2.1 résout un problème qui résulte en une synchronisation plus longue que prévu des photos vers un iPhone, un iPad ou un iPod. |
| 10.2.2                              | 18 avril 2011                       | - Correction d'un problème entraînant parfois le blocage d'iTunes lors de la synchronisation d'un iPad. - Résolution d'un problème entraînant parfois une durée de synchronisation de photos plus longue que nécessaire sur un iPhone, un iPad ou un iPod touch. - Correction d'un problème entraînant le saut des extraits de vidéos sur l'iTunes Store lors de leur lecture. - Correction d'autres problèmes pour améliorer la stabilité et les performances.                                            |
| 10.3                                | 7 juin 2011                         | - Ajout du support pour iCloud : iTunes dans le nuage (Beta) - Ajout du support pour l'iBookstore sur l'iTunes Store. |
| 10.3.1                              | 7 juin 2011                         | - Corrections de bogues notamment celui de la synchronisation qui ne s'effectuait parfois plus sous iTunes 10.3. |
| 10.4                                | 20 juillet 2011                     | - Compatibilité avec Mac OS X v10.7. |
| 10.4.1                              | 22 août 2011                        | - Correction de plusieurs bugs. |
| 10.5                                | 11 octobre 2011                     | - Ajout du support pour l'iPhone 4S, iOS 5 et iCloud. |
| 10.5.1                              | 14 novembre 2011                    | - Support de iTunes Match |
| 10.5.2                              | 12 décembre 2011                    | - Correction de divers problèmes dont un relatif à iTunes Match. |
| 10.5.3                              | 19 janvier 2012                     | - Synchronisation des manuels scolaires numériques (interactifs) avec l'iPad |
| 10.6                                | 7 mars 2012                         | - Ajoute la possibilité de regarder des films HD en 1080 pixels et des émissions de télévision à partir de l'iTunes Store. - Améliorations pour iTunes Match. - Corrections de bugs. |
| 10.7                                | 12 septembre 2012                   | - Ajout du support pour iOS 6, l'iPod nano et l'iPod shuffle. |
| Version                             | Date de sortie                      | Notes / Caractéristiques |

#### iTunes 11.x
| iTunes 11.x historique des versions | iTunes 11.x historique des versions | iTunes 11.x historique des versions |
| Version                             | Date de sortie                      | Notes / Caractéristiques |
| ----------------------------------- | ----------------------------------- | --- |
| 11.0                                | 29 novembre 2012                    | - Nouvelle interface graphique et mini-lecteur - Nouvelles fonctionnalités - Ajout de fonctionnalités iCloud - Ajout du support "officiel" pour l'iPad mini car celui-ci sorti plus tôt était compatible avec la version précédente (absence de l'icone appropriée cependant) - Suppression de la fonctionnalité Cover Flow - Suppression de la fonctionnalité iTunes DJ |
| 11.0.1                              | 14 décembre 2012                    | - Résolution du problème qui empêchait les nouveaux achats d’iCloud apparaître dans votre bibliothèque musicale lorsqu’iTunes Match est activé - Recherche plus efficace ans les grandes bibliothèques - Résolution du problème qui empêchait le bouton AirPlay de s’afficher comme prévu - Possibilité d’afficher les doublons se trouvant ans votre bibliothèque musicale - Importante amélioration de la stabilité et des performances générales de l’application |
| 11.0.2                              | 19 février 2013                     | - Améliorations des performances et de la stabilité, cette mise à jour offre un nouvel affichage Compositeurs pour la musique, améliore la réactivité lors de la synchronisation de listes de lecture comportant de nombreux morceaux et résout un problème de non-apparition des achats iCloud dans la bibliothèque iTunes |
| 11.0.3                              | 16 mai 2013                         | - Un nouveau mini-lecteur. Il comporte maintenant une nouvelle présentation pour les illustrations d'album. Une barre de progression est également intégrée au mini-lecteur. - Des présentations de morceaux améliorées : retour des illustrations de l'album pendant l'écoute en mode présentation « Liste de Morceaux » comme sur la version 10.7. - Les albums de plusieurs disques. Les albums comportant plusieurs disques sont désormais regroupés en un album unique. - Cette mise à jour améliore également les performances de recherche et de tri dans les bibliothèques iTunes volumineuses. - Un bandeau « Mettre à jour » apparaît sur les applications iOS à mettre à jour. Un onglet Mises à jour est également disponible dans la vue Apps. |
| 11.0.4                              | 5 juin 2013                         | Cette mise à jour résout : - La fermeture inattendue d’iTunes lors du passage de la synchronisation filaire à la synchronisation sans fil. - Un problème demandant de se connecter à l’iTunes Store de façon répétée. |
| 11.0.5                              | 16 août 2013                        | Cette mise à jour résout : - Un problème de lecture ou téléchargement erronés d’achats dans iTunes dans le nuage. |
| 11.1                                | 18 septembre 2013                   | Nouvelles fonctionnalités : - Radio iTunes - Ordre aléatoire Genius - Stations de podcast - Synchronisation avec iOS 7 |
| 11.1.1                              | 2 octobre 2013                      | Cette mise à jour résout : - un problème pouvant provoquer l’affichage incorrect des iTunes Extras - un problème avec les podcasts supprimés - une plus grande stabilité |
| 11.1.2                              | 22 octobre 2013                     | - iTunes est rendu compatible avec OS X Mavericks ; - Traduction en arabe et en hébreu ; - Apporte des améliorations du point de vue des performances et de la stabilité. |
| 11.1.3                              | 5 novembre 2013                     | (Information manquante, ou pas d'information) |
| 11.1.5.5                            | 26 février 2014                     | Cette mise à jour résout : - un problème de fonctionnement de l’égaliseur, - améliore les performances lors du changement de présentation dans les bibliothèques iTunes volumineuses, - autres résolutions de problèmes mineurs. Pour les utilisateurs d'OS X Mavericks, la bibliothèque de livres se trouve désormais dans iBooks pour Mac. |
| 11.4                                | 9 septembre 2014                    | - Support pour iOS 8 |

#### iTunes 12.x
| iTunes 12.x historique des versions | iTunes 12.x historique des versions | iTunes 12.x historique des versions |
| Version                             | Date de sortie                      | Notes / Caractéristiques |
| ----------------------------------- | ----------------------------------- | --- |
| 12.0.1.26                           | 16 octobre 2014                     | Nouvelles fonctionnalités ainsi qu'un nouveau design inspiré du design plat d'iOS 7/8. Cette mise à jour est disponible pour Mac et PC Windows. |
| 12.1                                | 29 janvier 2015                     | Utilisateurs Mac : - Nouveau widget iTunes pour les utilisateurs sous Mac Utilisateurs Windows : - Désormais utilisable en mode 64 bits sur les éditions du même type de Windows 8, 7 et Vista - Amélioration des performances lors de la synchronisation                               |
| 12.1.2 (Windows)                    | 9 avril 2015                        | - Amélioration de la compatibilité. |
| 12.2.0.145 (Windows et Mac)         | 30 juin 2015                        | - Arrivée d'Apple Music (trois mois d'essai gratuit sur tous les supports : iOS, Mac et Windows toutes versions) - Version pour Android en cours de développement - Prix d'Apple Music : 9,99 €/mois pour un utilisateur seul et 14,99 €/mois pour une famille (jusqu'à 6 utilisateurs) |
| 12.2.1.16                           | 13 juillet 2015                     | - Améliore la prise en charge de la synchronisation des photos sur votre iPhone, iPad et iPod touch à partir de la nouvelle app Photos pour OS X |
| 12.7.3                              | 23 janvier 2018                     | - iTunes peut désormais être utilisé avec un HomePod. Utilisez le menu AirPlay amélioré pour choisir facilement un HomePod et contrôlez la liste d’attente avec votre abonnement Apple Music.                                                                                           |
| 12.7.4                              | 29 mars 2018                        | |

### Identité visuelle

Logo d’iTunes 1 (de janvier à octobre 2001).
Logo d’iTunes 2 (d’octobre 2001 à juillet 2002).
Logo d’iTunes 3 (de juillet 2002 à avril 2003).
Logo d’iTunes 4-6 (d'avril 2003 à septembre 2006).
Logo d’iTunes 7-9 (de septembre 2006 à septembre 2010).

Logo d’iTunes 10 (de septembre 2010 à novembre 2012).
Logo d’iTunes 11 (de novembre 2012 à octobre 2014).
Logo d’iTunes 12-12.1 (d’octobre 2014 à juillet 2015).
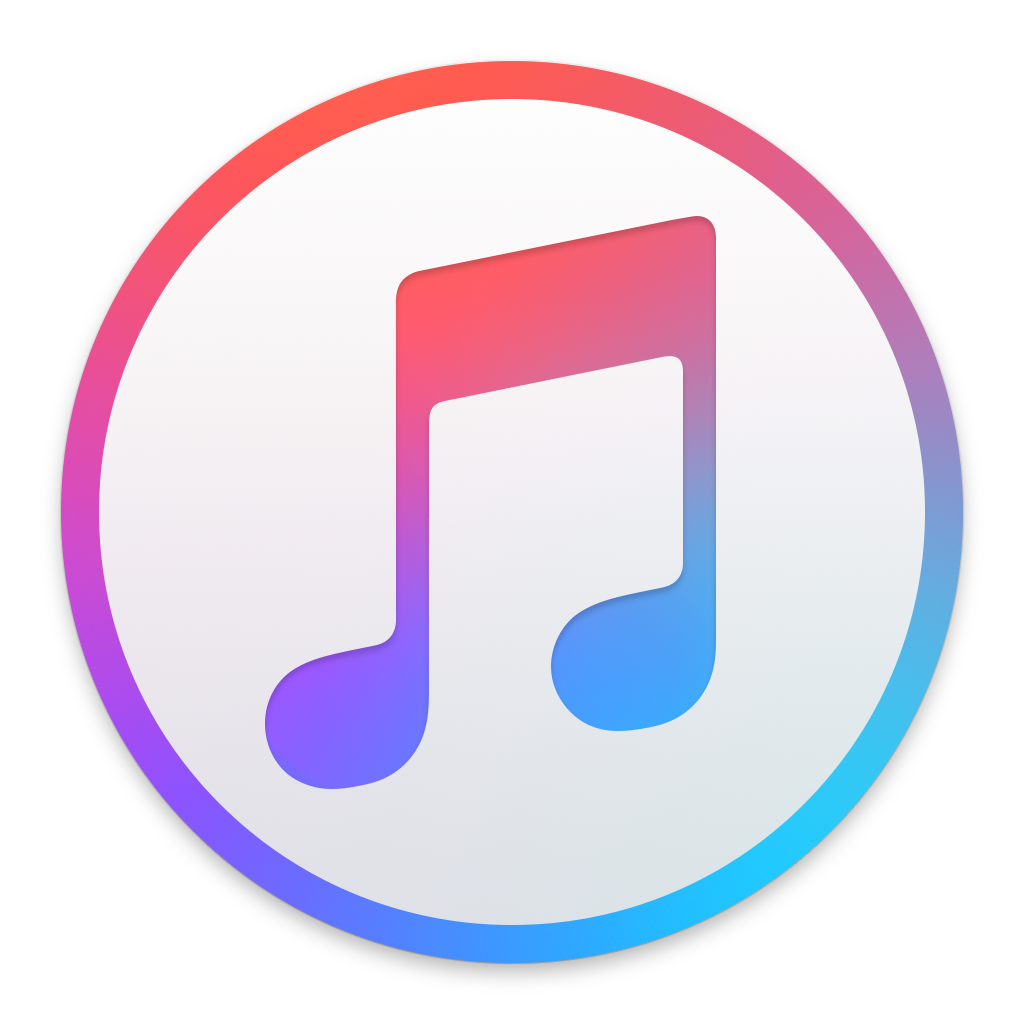
Logo d’iTunes depuis 12.2 (depuis juillet 2015).

## Vidéos et iTunes

### iTunes Video Store
iTunes autorise la lecture de vidéos depuis iTunes 4.6 mais c'est avec l'apparition d'un iTunes Video Store en octobre 2005 que Apple dévoile ses ambitions concernant le marché de la VOD (Video On Demand). L'iTunes Video Store propose des séries de la chaîne américaine ABC, des clips vidéos musicaux ainsi que des courts métrages Pixar. Le service est plus ou moins développé selon les pays, ainsi les utilisateurs américains disposent de tout le catalogue alors les norvégiens ne disposent pas de ce service. L'iTunes Video Store s'est très vite développé aux États-Unis et propose les programmes télévisés de 62 de chaînes de télévision telle que Showtime, HBO ou encore MTV. Courant 2006, iTunes Video Store s'est doté aux États-Unis d'un service de vente de film après de longues négociations avec les studios américains. Ce service a été par la suite remplacé par un service de location de vidéo qu'iTunes 7.6 prend en charge. Ce nouveau service de location de vidéos a réussi l'exploit de réunir la totalité des grandes sociétés de production et de diffusion américaines permettant de proposer aux utilisateurs un large choix de films récents ou plus anciens.

### Internationalisation de l'iTunes Video Store
- Août 2007
  - Apple étend son iTunes Video Store aux programmes télévisés en Grande-Bretagne (Début 2007, de nombreuses chaînes ont signé des contrats exclusif avec Microsoft et son lecteur vidéo. Apple a donc réagi par obligation)
- Septembre 2007
  - iTunes 7.4 supporte les sous-titres
- Janvier 2008
  - iTunes 7.6 supporte les fichiers vidéo multilingues
- Février 2008
  - Apple annonce avoir recruté Kevin Swint, ancien responsable du service vidéo de Walmart, au poste de responsable du développement de l'iTunes Video Store dans le reste du monde.

## Transfert de fichiers

### CD vers iTunes: Gracenote CDDB
Gracenote est la fonctionnalité cachée de iTunes. Comme le serveur freedb, Gracenote permet lors de l'import d'un CD vers iTunes d'ajouter des informations telles qu'une pochette, des ID/méta tag (artiste, album, année, genre) et les paroles des chansons. Pour ce dernier point Gracenote a passé des accords avec les principaux éditeurs de musique d'où son statut payant.

### iTunes vers iPod
iTunes permet de rapatrier des fichiers audio achetés sur un site commercial et de les transférer sur un baladeur.
La liste des magasins de musique en ligne auxquels iTunes peut se connecter est très réduite car il n'y a que iTunes Store. Le site est ouvert sur le continent européen depuis 2004 et il concurrence d'autres services du même genre comme Starzik ou OD2.
Un format AAC protégé acheté avec iTunes 7 ne peut être transformé au format AIFF directement pour être utilisé dans iMovie. La majorité des utilisateurs du service iTunes sont incapables d’exploiter les fichiers ACC en raison de la présence de DRM et à l'origine de problèmes d'interopérabilités[réf. nécessaire].

### iPod vers disque dur
iTunes permet de copier ses fichiers MP3 et ses listes de lecture de son disque dur vers son iPod, mais pas de faire l'inverse. Cette opération peut cependant être effectuée par de nombreux autres logiciels, par exemple :
- pour macOS : Floola, Songbird, YamiPod, iPodRip, Senuti ;
- pour Linux : Amarok, Banshee, Floola, gtkpod, Rhythmbox, Songbird, YamiPod ;
- pour Windows : CopyTrans, Floola, MediaMonkey, SharePod, Winamp (avec l'extension ml_iPod), Songbird, YamiPod.

Ces logiciels permettent aujourd'hui pratiquement tous de transférer la musique de son iPod à iTunes (importation comprise).

### iPod lié à iTunes
iTunes est livré avec les iPod, de même, l'activation des baladeurs d'Apple et l'utilisation de l'App Store nécessitent l'installation et l'utilisation du logiciel iTunes. De la même façon l'installation de sonneries personnalisées pour l'iPhone nécessite l'utilisation d'iTunes.

## DRM Fairplay et AAC
Le propriétaire légal des DRM FairPlay est Apple. L'iPod supporte les formats audio MP3 et AAC (utilisé par iTunes Store) alors que la plupart des autres services de téléchargements légaux proposent leurs morceaux au format WMA de Microsoft, non supporté par l'iPod. Virginmega a demandé à Apple l'obtention d'une licence de support des DRM FairPlay pour que leur magasin en ligne soit aussi compatible avec les baladeurs Apple. En l'absence de réponse d'Apple, Virginmega a saisi le conseil de la concurrence le 28 juin 2004 pour abus de position dominante et a joué la carte du « zéro DRM ». Ce dernier a été débouté par le simple fait que l'interopérabilité existe car les DRM peuvent être contournés après transfert sur CD (image iso virtuel). Cette solution juridique ouvre la voie a des logiciels tel que DRM Dumpster sur Mac en utilisant un support optique réinscriptible (RW). FairTunes en se substituant à iTunes permet d'exporter les fichiers AAC aux formats Wave, AIFF, QuickTime, AVI, MuLaw ou encore en son Système 7.
Durant l'année 2006, les autorités de la concurrence en Norvège, Suède et au Danemark contestent les conditions d'utilisation d'iTunes Music Store. En Grande-Bretagne, les producteurs demandent à Apple d'ouvrir son système de DRM. Se repose alors le problème de l'interopérabilité en France à la suite de la loi DADVSI qui aboutira à un amendement des députés notifiant à Apple de fournir a ses concurrents les informations nécessaires à la mise en œuvre de cette interopérabilité. Apple cette fois communique et prend l'initiative de déclarer que cette loi sur les droits d'auteurs numériques (transcription d'une directive européenne) constituait une porte ouverte à « une culture officielle du piratage ». Le secrétaire au Commerce du gouvernement américain, Carlos Gutierrez soutient les protestations émises par Apple contre la loi DADVSI sur la chaîne câblée CNBC.
Cette même année, Jon Lech Johansen, par l'intermédiaire de plusieurs avocats pour éviter tous problèmes avec les lois américaines, affirme avoir cassé la protection FairPlay d'Apple. Apple n'a jamais fait d'annonce ou voulu s'exprimer sur ce sujet.
Le 2 avril 2007, Apple annonce que la totalité du catalogue numérique de musique d'EMI Music est désormais disponible à l'achat sans DRM FairPlay sur tous les sites iTunes Store.
Début 2009, Apple abandonne les DRM en proposant le service « iTunes plus » qui permet de télécharger des titres sur le iTunes Store de meilleure qualité et sans DRM. Ce faisant, Apple a abandonné sa politique du prix fixe de 0,99 $ par morceau pour désormais en proposer à 0,69 $, 0,99 $ et 1,29 $.

## Streaming de fichiers
Un fichier géré par le client iTunes peut être partagé dans un réseau grâce à un protocole propriétaire de nom Digital Audio Access Protocol (DAAP). DAAP s'appuie sur Bonjour et zeroconf. Les spécifications DAAP ne sont pas publiques et n'ont été cédées qu'à une société de nom Roku. Cette société commercialise des périphériques WiFi (audio data mais pas vidéo) sous le nom de Soundbridge permettant le rendu audio et le contrôle de technologies concurrentes : Bonjour (iTunes), UPnP (Rhapsody DRM, musicmatch, window media connect).
Comme de nombreuses technologies Apple (iPhone, audion), la rétro-ingénierie a permis comme pour l'iPhone d'ouvrir la technologie à d'autres plates-formes et notamment d'utiliser la technologie DAAP avec des logiciels sous plate-forme Linux.
DAAP permet d'ajouter un système de gestion numériques des droits en plus de celui déjà imposé sur les fichiers audio AAC grâce à la technologie FairPlay mis en œuvre par Apple pour son serveur iTunes. Ainsi DAAP permet à un même fichier d'être partagé sur cinq périphériques par 24 heures appartenant à un même sous-réseau sans intervention humaine sur un routeur DHCP (association entre adresse MAC et adresse IP). Ce partage est un partage sous forme de flux sans possibilité de copie/stockage des fichiers.
La possibilité de partager sa musique n'importe où en utilisant l'internet était possible jusqu'à la version 4.0 mais Apple a rapidement restreint cette possibilité arguant qu'avec la version 4.0.1, les utilisateurs ne violent plus la licence de logiciel.
Avec la version 7.0 d'iTunes, Apple a changé l'implémentation de DAAP. L'accès à un serveur iTunes de stockage des fichiers ne peut se faire que si le périphérique client a installé le client iTunes. Par client, Apple englobe les PC sous Linux, un Xbox modifié et tout ordinateur Windows.

## Listes de lecture
Les listes de lecture sont des fichiers XML ayant pour extension .m3u ou .pls et contenant un lien vers une ressource multimédia (podcast, radio, vidéo, TV).
La connexion de iTunes à un périphérique Apple portable permet de transférer la liste de lecture et les fichiers. L'export des listes de lecture depuis iTunes se fait au format xml mais il est possible de les convertir en .m3u. Il existe des alternatives à la gestion des données multimédia Songbird, MusikCube.
iTunes gère d'autres données que les fichiers multimédia comme les textes de chansons, la détection des doublons, l'ajout d'images de pochettes de disques, la création de fichiers html.

### Genius
Genius est une fonction apparue avec iTunes 8, qui crée automatiquement des listes de lectures à partir de morceaux de musique comparables à la piste sélectionnée dans la bibliothèque. Un compte iTunes est nécessaire car les informations de la bibliothèque doivent d'abord être envoyées (anonymement) à la base de données d'Apple. Un algorithme détermine alors, à partir de bibliothèques d'autres utilisateurs, quels morceaux peuvent être associés selon leur style. Les listes de lecture alors créées contiennent 25, 50, 75 ou 100 pistes et peuvent être rafraîchies ou sauvegardées. La barre latérale Genius, quant à elle, propose des pistes similaires absentes de la bibliothèque mais achetables sur l'iTunes Store. Les dernières versions d'iPod classic, nano et touch disposent aussi de la fonction Genius.

## iTunes U
Le 30 mai 2007, Apple a annoncé le lancement de iTunes U (« U » pour « universités ») via sa plate-forme de contenu numérique iTunes Store,. Le service est créé pour permettre l'accès gratuit à l'enseignement via des contenus audio et vidéo pour les étudiants des écoles et des universités, ainsi qu'à l'ensemble des utilisateurs de l'Internet. Les institutions membres ont la possibilité d'avoir leur propre site sur iTunes U, ce qui facilite la recherche de contenu. Le service en ligne est sans frais pour le chargement ou le téléchargement de ces documents. Le contenu comprend des cours magistraux, des cours de langues, des démonstrations en laboratoire, sportives et des visites du campus, fournis par de nombreux collèges et universités des États-Unis, Royaume-Uni, Australie, Canada, Irlande et Nouvelle-Zélande. Pour créer du contenu, il faut s'inscrire au programme comme « instructeur ».
iTunes U a recueilli du matériel provenant d'une multitude de lieux à travers le monde dont des universités, grandes écoles, musées, bibliothèques, comme d'autres institutions culturelles de valeur éducative. En 2008, on comptait plus de 75 000 fichiers disponibles en téléchargement. Chaque université peut être visitée par le biais de la section des universités et collèges, et d'autres institutions peuvent être visitées à travers le campus au-delà de l'article.
Fin février 2013, Apple a annoncé le dépassement du milliard de téléchargements sur iTunes U, 60 % d'entre eux ayant été exécutés depuis l'extérieur des États-Unis. À cette date, les éducateurs pouvaient créer des cours iTunes U dans trente pays.

## Ping
Le 1er septembre 2010, Apple lance Ping, un réseau social centré sur la musique et directement implanté dans iTunes 10. Il est présenté par Steve Jobs comme la rencontre entre Facebook, Twitter (aujourd'hui X) et iTunes.
Le réseau social sera supprimé deux ans après avec la sortie d'iTunes 11.